# Фабињо (фудбалер, 1993)
Фабио Енрике Таварес (порт. Fábio Henrique Tavares; Кампинас, 23. октобар 1993), познатији као Фабињо  (порт. Fabinho), бразилски је фудбалер који тренутно наступа за саудијски клуб Ел Итихад и бразилску репрезентацију. Игра на позицији задњег везног, али такође може играти, по потреби, и као десни бек и као штопер.
Каријеру је започео у Флуминенсеу, а прешао је у Рио Аве 2012. године. За тај клуб није одиграо ниједну утакмицу већ је био слан на позајмице, прво у Реал Мадрид Кастиљу (касније је био пребачен и у први тим) па потом у Монако. Дрес Кнежева је носио пет година при чему је укупно одиграо 233 утакмице и постигао 31 гол. С Монаком је био победник Првенства Француске у сезони 2016/17. После успешних игара у Монаку, Фабињо је потписао за Ливерпул. Са црвенима је био победник Лиге шампиона и УЕФА суперкупа 2019, а следеће године је имао кључну улогу у Ливерпуловом походу ка освајању титуле у Премијер лиги што је уједно била и прва клупска титула у енглеском првенству за тај клуб после тридесет година чекања. С Ливерпулом је такође био првак ФА купа и Лига купа Енглеске. Године 2023. прешао је у Ел Итихад.
Фабињо је међународни деби за Бразил имао 2015. године. Био је део састава бразилске селекције на трима Америчка купа (2015, 2016. и 2021. године) као и на Светском првенству 2022.

## Клупска каријера

### Коринтијанс
Фабињо је рођен у Кампинасу, у бразилској држави Сао Пауло. Сениорску каријеру је почео у Флуминенсеу. Једанпут је био позван у први тим и то 20. маја 2012. године као неискоришћена измена у лигашкој утакмици против Коринтијанса.

### Рио Аве и Реал Мадрид
Дана 8. јуна 2012. године, Фабињо се придружио португалском Рио Авеу. Сарадња је договорена на шест година. Непуних месец дана након преласка у Рио Аве, Фабињо је послат на једногодишњу позајмицу у Реал Мадрид Кастиљу (екипу Б шпанског гиганта Реал Мадрида). Професионални деби је имао 17. августа на почетку сезоне другог по јачини шпанског првенства; одиграо је свих 90 минута у поразу од Виљареала (2 : 1). Дана 28. априла 2013. године, по први пут се уписао у стрелце и то у ремију против Нумансије (3 : 3).
За први тим Реала, Фабињо је одиграо једну утакмицу, 8. маја 2013. године. На терену је био 14 минута уместо Фабија Коентраоа и асистирао је Анхелу ди Марији који је постигао шести гол у победи од 6 : 2 над Малагом на стадиону Сантијаго Бернабеу.

### Монако
Данаа 19. јула 2013. године, Фабињо је био послат на још једну једногодишњу позајмицу, овог пута у Монако. Деби за тај тим имао је већ 10. августа на стадиону Чабан-Делмасу одигравши свих 90 минута против Бордоа (0 : 2) у Првој лиги Француске. Први гол за Монако постигао је на домаћем терену у 58. минуту у победи од 6 : 0 над Лансом з четвртфиналу Купа Француск 26. марта 2014. године.
Позајмица је продужена за још једну годину 2. јула 2014. године. Дана 9. децембра исте године, Фабињо је дао гол против Зенита из Санкт Петербурга у групној фази Лиге шампиона (2 : 0 за Монако). То је уједно био и његов први гол у неком европском такмичењу. Монако се на крају као првопласирани пласирао у нокаут фазу Лиге шампиона.
Дана 19. маја 2015. године, након две године које је провео у Монаку као позајмљени играч, тај клуб и Рио Аве постигли су договор о трајном Фабињовом трансферу. Уговор је потписан на четири сезоне.
Фабињо је, заједно с Килијаном Мбапеом и Радамелом Фалкаом, играо кључну улогу у Монаковом походу у Лиги шампиона 2016/17. када су Кнежеви успели да дођу до полуфинала такмичења. Исте те сезоне, Монако је био и првак Прве лиге Француске.

### Ливерпул
Дана 28. маја 2018. године, премијерлигашки великан Ливерпул најавио је да ће Фабињо потписати за тај клуб у трансферу вредном 45 милиона евра.
Такмичарски деби за Ливерпул имао је у групном мечу Лиге шампиона када је ушао у игру уместо повређеног Садија Манеа против Париз Сен Жермена 18. септембра 2018. на Енфилду (3 : 2).У лиги је дебитовао против Хадерсфилд тауна 20. октобра ушавши уместо Адама Лалане (1 : 0 за Ливерпул). Први гол за Црвене забио је 26. децембра у утакмици са Њукасл јунајтедом (4 : 0 за Ливерпул).
На позицији штопера, Фабињо је први пут наступио против Вулверхемптон вондерерса у трећем колу ФА купа у јануару 2019. године. Изборник Ливерпула Јирген Клоп похвалио је Фабиња и истакао је да он „нова могућност за позицију централног бека”.
Првог јуна, Фабињо је био првотимац и одиграо је свих 90 минута против Тотенхем хотспера у финалу Лиге шампиона 2019. године. Црвени су изашли као победници у овом дуелу и тако су себи обезбедили укупну шести трофеј намењен фудбалском прваку Европе. То је уједно био и први Фабињов трофеј откада је потписао за Ливерпул.
Следеће сезоне (2019/20), Фабињо је био један од важнијих играча у Клоповом Ливерпулу који је те сезоне био првак како УЕФА суперкупа, тако и енглеске Премијер лиге.

## Репрезентативна каријера
Тадашњи бразилски селектор Дунга уврстио је Фабиња у списак играча за Копа Америку 2015. која је била одржава у Чилеу. Деби за Бразил имао је у пријатељском мечу против Мексика 7. јуна те године (2 : 0 за Бразил). Фабињо на поменутом првенству, на коме је Бразил стигао до четвртфинала, није одиграо ниједну утакмицу. Био је позван и на издање Копа Америке следеће године. Међутим, ни на овом такмичењу ниједном није наступио за национални тим.

## Статистика

### У клубу
Ажурирано 28. маја 2023.
| Клуб                            | Сезона    | Лига                | Лига    | Лига   | Национални куп | Национални куп | Лига куп | Лига куп | Континентална такмичења | Континентална такмичења | Остала такмичења | Остала такмичења | Укупно  | Укупно |
| Клуб                            | Сезона    | Дивизија            | Наступи | Голови | Наступи        | Голови         | Наступи  | Голови   | Наступи                 | Голови                  | Наступи          | Голови           | Наступи | Голови |
| ------------------------------- | --------- | ------------------- | ------- | ------ | -------------- | -------------- | -------- | -------- | ----------------------- | ----------------------- | ---------------- | ---------------- | ------- | ------ |
| Флуминенсе                      | 2012.     | Серија А            | 0       | 0      | —              | —              | —        | —        | 0                       | 0                       | 0                | 0                | 0       | 0      |
| Реал Мадрид Кастиља (позајмица) | 2012/13.  | Друга лига Шпаније  | 30      | 2      | —              | —              | —        | —        | —                       | —                       | —                | —                | 30      | 2      |
| Реал Мадрид (позајмица)         | 2012/13.  | Прва лига Шпаније   | 1       | 0      | 0              | 0              | —        | —        | 0                       | 0                       | 0                | 0                | 1       | 0      |
| Монако (позајмица)              | 2013/14.  | Прва лига Француске | 26      | 0      | 4              | 1              | 1        | 0        | —                       | —                       | —                | —                | 31      | 1      |
| Монако (позајмица)              | 2014/15.  | Прва лига Француске | 36      | 1      | 4              | 0              | 3        | 0        | 10                      | 1                       | —                | —                | 53      | 2      |
| Монако                          | 2015/16.  | Прва лига Француске | 34      | 6      | 3              | 2              | 1        | 0        | 9                       | 0                       | —                | —                | 47      | 8      |
| Монако                          | 2016/17.  | Прва лига Француске | 37      | 9      | 4              | 0              | 1        | 0        | 14                      | 3                       | —                | —                | 56      | 12     |
| Монако                          | 2017/18.  | Прва лига Француске | 34      | 7      | 2              | 1              | 4        | 0        | 5                       | 0                       | 1                | 0                | 46      | 8      |
| Монако                          | Укупно    | Укупно              | 167     | 23     | 17             | 4              | 10       | 0        | 38                      | 4                       | 1                | 0                | 233     | 31     |
| Ливерпул                        | 2018/19.  | Премијер лига       | 28      | 1      | 1              | 0              | 1        | 0        | 11                      | 0                       | —                | —                | 41      | 1      |
| Ливерпул                        | 2019/20.  | Премијер лига       | 28      | 2      | 2              | 0              | 0        | 0        | 7                       | 0                       | 2                | 0                | 39      | 2      |
| Ливерпул                        | 2020/21.  | Премијер лига       | 30      | 0      | 2              | 0              | 1        | 0        | 8                       | 0                       | 1                | 0                | 42      | 0      |
| Ливерпул                        | 2021/22.  | Премијер лига       | 29      | 5      | 3              | 2              | 3        | 0        | 13                      | 1                       | —                | —                | 48      | 8      |
| Ливерпул                        | 2022/23.  | Премијер лига       | 36      | 0      | 3              | 0              | 1        | 0        | 8                       | 0                       | 1                | 0                | 49      | 0      |
| Ливерпул                        | Укупно    | Укупно              | 151     | 8      | 11             | 2              | 6        | 0        | 47                      | 1                       | 4                | 0                | 219     | 11     |
| Свеукупно                       | Свеукупно | Свеукупно           | 380     | 35     | 28             | 6              | 16       | 0        | 85                      | 5                       | 5                | 0                | 513     | 44     |

1. ↑  Укључује Куп Француске и ФА куп.
2. ↑  Укључује Лига куп Француске и Лига куп Енглеске.
3. 1 2 3 4 5 6 7 8  Наступ(и) у Лиги шампиона.
4. ↑  Четири наступа у Лиги шампиона, пет наступа у Лиги Европе.
5. ↑  Наступ у Суперкупу Француске.
6. ↑  Наступ у ФА комјунити шилду, наступ у УЕФА суперкупу.
7. 1 2  Наступ у ФА комјунити шилду.

### У репрезентацији
Ажурирано 2. децембра 2022.
| Репрезентација | Година | Наступи | Голови |
| -------------- | ------ | ------- | ------ |
| Бразил         | 2015.  | 3       | 0      |
| Бразил         | 2016.  | 1       | 0      |
| Бразил         | 2018.  | 3       | 0      |
| Бразил         | 2019.  | 5       | 0      |
| 2021.          | 10     | 0       |        |
| 2022.          | 7      | 0       |        |
| Укупно         | Укупно | 29      | 0      |

## Успеси
Монако
- Прва лига Француске: 2016/17.

Ливерпул
- Премијер лига: 2019/20.[27]
- ФА куп: 2021/22.
- Лига куп: 2021/22.
- ФА Комјунити шилд: 2022.
- Лига шампиона: 2018/19.[28]
- УЕФА суперкуп: 2019.[29]
- Светско клупско првенство: 2019.

Бразил
- Копа Америка: друго место 2021.[30]

Појединачни
- Члан идеалне екипе у Лиги шампиона: 2021/22.[31]